# Całka Birkhoffa
Całka Birkhoffa – jedno z możliwych pojęć całki dla funkcji o wartościach w przestrzeniach Banacha, wprowadzone przez Garretta Birkhoffa w roku 1935. Pojęcie całkowalności funkcji w sensie Birkhoffa jest silniejsze od całkowalności sensie Pettisa, ale słabsze od całkowalności w sensie Bochnera.

## Konstrukcja
Niech {\displaystyle (\Omega ,{\mathcal {A}},\mu )} będzie zupełną przestrzenią probabilistyczną oraz {\displaystyle X} będzie przestrzenią Banacha.
- Przeliczalną rodzinę {\displaystyle \Gamma \subseteq {\mathcal {A}}} nazywamy partycją przestrzeni {\displaystyle \Omega } jeżeli

{\displaystyle \bigcup \Gamma =\Omega .}
- Jeżeli {\displaystyle \Gamma =\{A_{n}\colon \,n\in \mathbb {N} \}} jest partycją przestrzeni {\displaystyle \Omega ,} to funkcję {\displaystyle f\colon \Omega \to X} nazywamy sumowalną względem partycji {\displaystyle \Gamma } (albo {\displaystyle \Gamma }-sumowalną) jeżeli dla każdego zbioru {\displaystyle A_{n}\in \Gamma } takiego, że {\displaystyle \mu (A_{n})>0} funkcja {\displaystyle f\upharpoonright A_{n}} jest ograniczona oraz zbiór {\displaystyle J(f,\Gamma )} składa się z szeregów bezwarunkowo zbieżnych, gdzie

{\displaystyle J(f,\Gamma )=\left\{\sum _{n=0}^{\infty }f(t_{n})\mu (A_{n})\colon \,t_{n}\in A_{n}\right\}.}
- Funkcję {\displaystyle f\colon \Omega \to X} nazywamy całkowalną w sensie Birkhoffa jeżeli dla każdego {\displaystyle \varepsilon >0} istnieje partycja {\displaystyle \Gamma =\{A_{n}\colon \,n\in \mathbb {N} \}} zbioru {\displaystyle \Omega } względem której funkcja {\displaystyle f} jest sumowalna oraz

{\displaystyle {\mbox{diam}}\,J(f,\Gamma )<\varepsilon .}
- Twierdzenie Birkhoffa: Jeżeli {\displaystyle f\colon \Omega \to X} jest całkowalna w sensie Birkhoffa, to

{\displaystyle \left|\bigcap \left\{{\mbox{cl conv}}J(f,\Gamma )\colon \,f{\mbox{ - }}\Gamma {\mbox{-sumowalna}}\right\}\right|=1.}
W powyższym wzorze cl oznacza domknięcie zbioru w sensie normy przestrzeni X natomiast conv oznacza otoczkę wypukłą.
Jeżeli {\displaystyle f\colon \Omega \to X} jest całkowalna w sensie Birkhoffa, to jedyny punkt zbioru
{\displaystyle \bigcap \left\{{\mbox{cl conv}}J(f,\Gamma )\colon \,f{\mbox{ - }}\Gamma {\mbox{-sumowalna}}\right\}}
nazywamy całką Birkhoffa z funkcji {\displaystyle f} względem miary {\displaystyle \mu } i oznaczamy
{\displaystyle (B)\int _{\Omega }f\,d\mu .}